# Frédéric Blackburn
Frédéric Blackburn (n. 21 decembrie 1972, Chicoutimi⁠(d), provincia Québec, Canada) este un sportiv ce a reprezentat Canada, medaliat olimpic. A participat la două ediții ale Jocurilor Olimpice (1992, 1994) în care a câștigat două medalii de argint.